# Andrew Summers Rowan
Andrew Summers Rowan (23. dubna 1857, Gap Mills, tehd. Virginie, USA – 10. ledna 1943, San Francisco, USA) byl plukovník americké armády. V době španělsko-americké války dokázal na žádost prezidenta USA Williama McKinleyho navázat kontakt s vůdcem kubánských rebelů, generálem Calixto Garcíou.

## Život
Andrew Rowan studoval na vojenské akademii West Point. Před vypuknutím španělsko-americké války sloužil na několika místech na hranici země a u zpravodajské služby v Latinské Americe. Zajímal se o Kubu a byl spoluautorem knihy o ní.
V době stoupajícího napětí mezi USA a Španělskem, které tehdy ovládalo Kubu, usiloval prezident USA William McKinley o navázání kontaktu s kubánskými rebely. Jako člověk, který je schopen najít jejich velitele, generála Calixto Garcíu, mu byl navržen právě Andrew Rowan. Na cestu z Washingtonu D.C. se vydal 9. dubna 1898. Garciu vyhledal na odlehlém místě na Kubě a za tři týdny se vrátil do Washingtonu. Umožnil tak spojení armád Spojených států a Kuby.

## V literatuře
Iniciativní přístup Rowana k zadanému úkolu, za jehož splnění převzal zodpovědnost, oslavil v roce 1899 ve své eseji Poselství Garciovi americký spisovatel a filozof Elbert Hubbard. Vykresluje ho jako typ člověka, kterého potřebují všechny firmy a organizace na světě, na rozdíl od laxních zaměstnanců, které je třeba stále nutit k práci a kontrolovat. Esej, kterou její autor napsal během jednoho večera, vyšla ve více než 40 milionech výtisků ve 37 jazycích.
| „                | Civilizace je jediným dlouhým, úzkostlivým hledáním takovýchto jedinců. Každý rozumný požadavek takového člověka bývá uspokojen. Je to druh tak vzácný, ze žádný zaměstnavatel nemůže si dovoliti, nechati ho odejíti. Je hledán v každém městě, městečku i vesnici – v každé kanceláři, dílně, továrně i v každém obchodě. Svět volá po takovém člověku, je ho třeba, velmi nutně třeba – člověka, který by donesl poselství Garciovi. | “ |
| — Elbert Hubbard | |   |

## Vyznamenání
- Kříž za vynikající službu – USA. 1922[3]
- Řád Carlose Manuela de Céspedes – Kuba, 1938[4]